# Montvert les Hauts
Montvert les Hauts, ou Mont Vert les Hauts, est un lieu-dit de l'île de La Réunion, département d'outre-mer français dans le sud-ouest de l'océan Indien. Situé en amont du piton de Mont Vert, il constitue un quartier de la commune de Saint-Pierre.
Le 1er septembre 2019 le temple Tashi Tcheulang Gawai Tsel y  a été inauguré. Il s'agit du premier temple temple bouddhiste tibétain situé sur l'île de La Réunion et dans la zone océan indien.